# الطاقة في أرمينيا

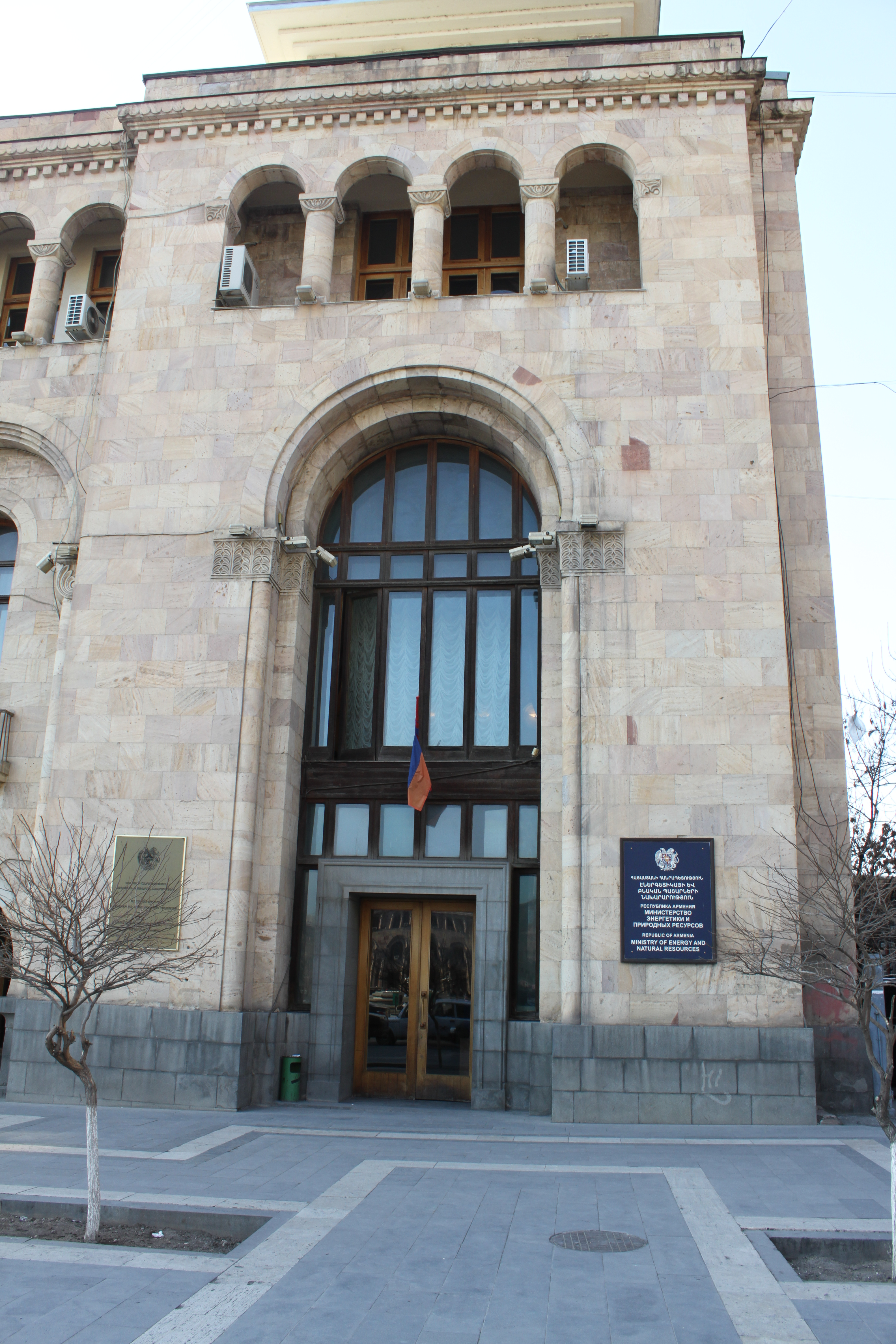
وزارة الطاقة في أرمينيا

الطاقة في أرمينيا  إنتاج واستيراد واستهلاك الكهرباء في أرمينيا .
لا يوجد لدى أرمينيا احتياطيات مؤكدة من النفط أو الغاز الطبيعي وتستورد حاليا كل الغاز من روسيا. وبين إيران وأرمينيا خط أنابيب للغاز الطبيعي ولديها القدرة على توفير استهلاك الغاز الطبيعي في البلاد عام 2008، وايضا توفير أمن الطاقة لأرمينيا كبديل للواردات التي تهيمن عليها روسيا .
على الرغم من نقص الوقود الأحفوري، تمتلك أرمينيا موارد محلية كبيرة لتوليد الكهرباء. ويتمتع قطاع الطاقة الكهربائية الأرميني بطاقة فائضة منذ أن خرج من أزمة ما بعد انهيار الاتحاد السوفييتي في أواسط التسعينيات بفضل إعادة فتح محطة الطاقة النووية في ميتسامور.
تعتبر أرمينيا دولة شريكة لبرنامج EU INOGATE للطاقة، والذي يتضمن أربعة موضوعات رئيسية:
- تعزيز أمن الطاقة .
- تقارب أسواق الطاقة في الدول الأعضاء على أساس مبادئ سوق الطاقة الداخلية للاتحاد الأوروبي.
- دعم تنمية الطاقة المستدامة .
- جذب الاستثمارات لمشاريع الطاقة في مصلحة مشتركة وإقليمية.

منذ عام 2011 ، أرمينيا هي أيضًا عضو مراقب في مجتمع الطاقة التابع للاتحاد الأوروبي .

## التاريخ والجغرافيا السياسية
قبل انهيار الاتحاد السوفياتي كانت واردات النفط تصل إلى حوالي 50٪ من إمدادات الطاقة الأولية في أرمينيا، والتي كانت تصل إلى 8000 كيلو طن بالمقارنة مع حوالي 3100 كيلو طن في عام 2016.
في ذلك الوقت، كانت واردات النفط تشق طريقها إلى أرمينيا عبر خط سكة حديدية مباشر من أرمينيا-جورجيا-روسيا، ولكن منذ أن تم نقل الوقود الأبخازي في جورجيا تم فرض عدة قيود على واردات النفط الأرمنية وأدى ذلك إلى حصارًا اقتصاديًا.

## امدادات الطاقة الأولية
بلغ إجمالي إمدادات الطاقة الأولية في أرمينيا في عام 2016- 3121 كيلو طن سنويًا (1000 طن من النفط المكافئ). هذا يطابق أو يتجاوز إنتاج السنوات السابقة.

## المحميات الطبيعية
لا يوجد لدى أرمينيا احتياطيات مؤكدة من النفط والغاز.كما أن الاستكشافات السابقة فشلت في تحقيق نتائج مرضية في الماضي.
في عام 2018 تم إصدار تصاريح جديدة للتنقيب عن النفط والغاز لشركات تابعة لمجموعة «طاهر» .

## الغاز الطبيعي
يمثل الغاز الطبيعي جزءًا كبيرًا من إجمالي استهلاك الطاقة في أرمينيا، حيث يمثل 50٪ وهو الوسيلة الأساسية للتدفئة في الشتاء في البلاد.
تعمل محطات الطاقة الحرارية في أرمينيا (التي توفر ما يقرب من 24٪ من احتياجات أرمينيا من الكهرباء) على الغاز الطبيعي، مما يجعل أرمينيا (في الوقت الحاضر) تعتمد على الغاز الروسي المستورد.